# 谷山茂

谷山茂

谷山 茂（たにやま しげる、1910年6月17日 - 1994年11月2日）は、日本の国文学者。大阪市立大学名誉教授、京都女子大学名誉教授。1984年角川源義賞受賞。

## 略歴
岡山県出身。1934年京都帝国大学文学部国文科卒業。大阪市立大学助教授、教授、1972年定年退官、名誉教授、京都女子大学教授、1977年同学長。1984年『新古今集とその歌人』で角川源義賞受賞。中世和歌文学、藤原俊成・定家の研究をした。「新編国歌大観」の代表編集委員、日本学術会議会員。

## 著書
- 『幽玄の研究』教育図書 1943
- 『新古今の歌人 感傷の底に意欲するスフインクスの一群』堀書店 1947
- 『千載和歌集の研究』私家版 1961
- 『谷山茂著作集』全6巻 角川書店 1982-1984
  - 第5巻「新古今集とその歌人」
- 『中世和歌つれづれ 谷山茂短篇集』思文閣出版 1993
- 『中世和歌の想念と表現』思文閣出版 1993

### 校註・編纂
- 『十六夜日記』(新註日本短篇文学叢書)河原書店 1949
- 『萬葉・古今・新古今抄』遠藤嘉基、本多伊平共編 中央図書出版社 1954
- 清少納言『枕册子新抄』 遠藤嘉基、前田正人共編 中央図書出版社 1954
- 『一日一題国文法の研究』塚原鉄雄共著 三省堂出版 1956
- 『未刊中世歌合集』樋口芳麻呂共編 古典文庫 1959
- 『未刊中古私家集』第1-2 樋口芳麻呂共編 古典文庫 1961-1963
- 『歌合集』萩谷朴と校注 日本古典文学大系 第74 岩波書店 1965
- 『日本と世界の人名大事典』 むさし書房 1965

## 記念論集
- 国語国文学論集 谷山茂教授退職記念事業実行委員会 塙書房 1972
- 雨光抄 谷山教授退職記念事業実行委員会 1972